# جاحولا
جاحولا قرية فلسطينية تبعد 11 كيلومتر شمال شرق مدينة صفد. وإلى الغرب من الطريق الرئيسة الواصلة بين طبرية والمطلة، بعد أن تلتقي تلك الطريق بطريق رئيسة أخرى قادمة من جهة الغرب من كفر برعم، وتمتد إلى الغرب منها طريق رئيسة أخرى تصل بين قَدَس وهونين. وإلى الشرق منها يجري نهر الأردن، وتبعد نحو كيلومترين إلى الشمال الشرقي من قرية النبي يوشع، وأربعة كيلومترات إلى الشمال من الملاحة. وترتبط جاحولا بالطريق الرئيسة الواصلة بين طبرية والمطلة بطريق ممهدة تعد الطريق الوحيدة التي تنتهي إلى القرية. عند أسفل جبال الجليل وتطلّ على سهل الحولة من جهة الغرب.

## موقع وجغرافية القرية
قامت القرية على مساحة القرية 64 دونماً وامتدّت في اتّجاه شماليّ غربيّ على ارتفاع 150م عن سطح البحر في ظل كتف وادي العرايس الشرقي عند حضيض الحافة الجبلية الغربية لمنخفض الحولة.

## الزراعة
بلغت مساحة الأراضي التابعة للقرية 3.869 دونماً، منها 138 دونماً للطرق والأودية. وانتشرت الأراضي الزراعية على جانبي طريق طبرية -المطلة الرئيسة، وكذلك إلى الجنوب من القرية، وتشغل معظمها بساتين الفواكه. وكانت مهمة السكان الرئيسة الزراعة، وعمل بعضهم في مقالع الحجارة في القرية.

## احتلال القرية
لا يمكن تحديد التاريخ الدقيق لاحتلال قرية جاحولا، إلّا أنّه من المعروف أنّها اُحتلت في أواخر عمليّة عملية يفتاح الّتي نفذّتها عصابات البلماح ما بين 28 نيسان وحتّى 23 أيّار. كان احتلال قرية جاحولا قريبًا زمنيًا على احتلال قرية الزوية الواقعة على بعد 4.5 كم إلى الشمال الشرقيّ، وأيضاً قريبًا على احتلال قرية ملاحة الواقعة على بعد 3.5 كم إلى الجنوب الشرقيّ.

## القرية اليوم
ما بقي من القرية المحتلّة والّتي دمّرت عن بكرة أبيها، هو مصاطب حجريّة. سًيّج الموقع بأسلاك شائكة تحيط أشجار الصبّار والشجر. أمّا عين القرية فإنّها تُستخدم حتّى اليوم من قبل الإسرائيليين، الّذين يزرعون جزءًا من الأرض بالقطن والبطيّخ. تقع مستعمرة يفتاح على بعد 2 كم شماليّ غربيّ موقع القرية.

## وصلات خارجية
- جاحولا ترحب بكم